# Neortholomus arphnoides
Neortholomus arphnoides är en insektsart som först beskrevs av Baker 1906.  Neortholomus arphnoides ingår i släktet Neortholomus och familjen fröskinnbaggar. Inga underarter finns listade i Catalogue of Life.